# Arutua
Arutua ist ein Atoll in der gleichnamigen Gemeinde Arutua in Französisch-Polynesien. Arutua zählt zu den Îles Palliser, einer Untergruppe des Tuamotu-Archipels. Arutua bedeutet „Welle der Hochsee“.
Das Atoll befindet sich 406 km nordwestlich von Tahiti, 40 km südwestlich von Rangiroa und 16 km östlich vom Atoll Apataki, der nächstgelegenen Insel. Die Form des 31 km langen und 24 km breiten Arutua-Atolls erinnert an ein Fünfeck, die eingeschlossene Lagune ist weit, tief und verfügt über eine schiffbare Passage und eine kleine Insel in ihrer Mitte. Die Lagune bedeckt eine Fläche von 484 km², die Landfläche des Atolls nur 15 km².
Auf Arutua leben 725 Menschen laut dem Zensus 2007, die wichtigste Siedlung trägt den Namen Rautini. Sie wurde nach Zyklonen im Jahr 1983 komplett neu errichtet. Auf der Insel werden Kopra und Perlmutt hergestellt. In der Lagune finden sich reichhaltige Fischgründe.

## Geschichte
Der erste Europäer, der nachweislich das Arutua-Atoll erreicht hat, war Jakob Roggeveen, der Entdecker der Osterinsel, im Jahr 1722. 1816 erreichte Otto von Kotzebue die Insel. Der Name seines Schiffes Rurik wurde in der Folge auch für das Atoll verwendet.
1826 gelangte der Brite Frederick William Beechey nach Arutua und gab dem Atoll den Namen „Cockburn Island“.
Nachdem das von Zyklonen zerstörte Hauptdorf Rautini neu errichtet worden war, erhielt Arutua 1984 eine Flugpiste.
Die Bewohner leben von Kopraproduktion, Tourismus und dem Verkauf von Perlmutt.